# Suai
Suai – miasto w Timorze Wschodnim, stolica administracyjna dystryktu Cova-Lima, położone 136 km na południowy zachód od stolicy kraju Dili. Miasto zamieszkuje 23 000 osób.